# Santa Joana (Aveiro)
Santa Joana is een plaats (freguesia) in de Portugese gemeente Aveiro en telt 7 426 inwoners (2001).